# Ingeborg von Kusserow
Ingeborg von Kusserow, född 28 januari 1919 i Wollstein, Provinsen Posen, Tyska riket (nu Wolsztyn, Polen), död 14 april 2014 i Hove, East Sussex, England, var en tysk-engelsk skådespelare. På 1930-talet och 1940-talet medverkade hon i ungdomsroller i flera tyska filmer. Från 1947 var hon bosatt i England där hon verkade under namnet Ingeborg Wells.
Ingeborg von Kusserow talade sällan offentligt om sin uppväxt. Hennes filmer från 1930-talet gick dock bra att prata om men hon var stoltare över sitt arbete på scen än över filmerna. Emellertid är arbete på scen mindre väldokumenterat än filmerna.

## Biografi
Ingeborg von Kusserow föddes 1919 i Wollstein i Posen i Tyskland (nu Wolsztyn i Polen). Hon gifte sig med Percy von Welsburg år 1940, vilken var ungersk medborgare född i England. I sina memoarer Enough, no More från 1948 beskrev hon hur paret tillbringade kriget i Berlin efter att de blivit strandsatta där. De hade hoppats att ta sig till Storbritannien via Schweiz, något som visade sig omöjligt. I boken beskrev hon den nöd och skräck de upplevde i Berlin.
Makarna flyttade till Storbritannien år 1947. I äktenskapet föddes en son innan makarna skilde sig år 1965, efter 25 års äktenskap. År 1968 gifte Ingeborg von Kusserow sig med en pensionerad RAF-officer, Kenneth Slingsby-Fahb. Makarna bosatte sig i hennes trädgårdslägenhet i St John's Wood. År 1979 flyttade makarna till en stuga i Houghton i West Sussex för att leva lantliv. Maken Kenneth Slingsby-Fahb avled 2007 och därefter levde hon ensam tills hon i slutet av 2013 flyttade till ett vårdhem.
Ingeborg von Kusserow hade haft ett tufft liv tidigt, men hon hade en mentalitet vilket ibland kunde göra henne kontrollerande. Åren i äktenskapet med von Welsburg blev på grund av detta stormiga, men hennes andre make accepterade henne för den hon var och därför blev deras 40 år tillsammans fyllda av harmoni. Ingeborg von Kusserow avled den 14  april 2014 i Hove i Sussex.

## Karriär
Ingeborg von Kusserow började sin scenkarriär i Berlin i tonåren. Inledningsvis dansade och sjöng hon först i operetter men spelade också teater i roller som Eliza i Pygmalion. År 1936 kom hennes första film, Das Hofkonzert, som  regisserades av Detlef Sierck, som i egenskap av Douglas Sirk skulle fullända konsten med Hollywood-melodraman på 1950-talet. Det kom att bli den första av ett 30-tal filminspelningar hon gjorde i Tyskland.
På 1930-talet och under krigsåren var Ingeborg von Kusserow en stjärna på scen och film i Tyskland. År 1947 fortsatte hon sin karriär i Storbritannien, då under namnet Ingeborg Wells. Under det namnet hade hon år 1951 en mindre roll i Raoul Walshs film Kapten Horatio Hornblower, med Gregory Peck i huvudrollen. Under det efterföljande decenniet kom ytterligare ett dussin filmer och många tv-framträdanden. Women of Twilight, regisserad av Gordon Parry gavs ut år 1952 och kom att bli en av hennes sista filmer. Filmen var den första filmen att få det nya "X"-certifikatet, och har därför en särskild plats i biografhistorien.
År 1968 blev hon inbjuden att återvända till Västberlin för att spela i en tysk version av en amerikansk pjäs, You Know I Can't Hear You When The Water's Running av Robert Anderson. Hon blev uppsökt av många gamla fans när hon återvände och gladdes åt att hon var väl ihågkommen där.

## Filmografi (Urval)
- På andra sidan bron (1957)
- Räkna med mord (1953)
- One Wild Oat (1951)
- Hemlig Agent (1951)[7]